# Trogir
Trogir (italsky Traù) je přímořské lázeňské město v Chorvatsku. Nachází se na pobřeží Jaderského moře a administrativně spadá do Splitsko-dalmatské župy. Žije zde 13 192 obyvatel.

## Název
Starořecký název města zněl Tragurion (Τραγούριον). Řečtí kolonisté pojmenovali místo podle koz, které zde žily v době jejich příchodu. Řecký název byl později – během období expanze Římské říše – převzat do latiny jako Tragurium. Z latinského názvu vznikl zjednodušením současný italský název Traù a slovanský (chorvatský) Trogir.

## Historie
Trogir založili řečtí kolonisté ve 3. století př. n. l. jako osadu Τραγούριον (Tragurion, z řeckého tragos – kozel). Velký rozvoj sídlo zaznamenalo za dob římské vlády, kdy se stalo významným přístavem. S koncem Římské říše město nezaniklo, ale dokázalo se přizpůsobit změně poměrů. V 9. století uznával Trogir svrchovanost chorvatských vládců, mezi Trogirem a Chorvatským královstvím byly rozvíjeny obchodní vztahy. Chorvaté potomkům římských měšťanů v Dalmácii říkali Latini (Dalmatští Italové). Ve správě nad městem se střídali Byzantinci, Normané i jiné říše. Ve 13. století připadlo město na sto let Uherskému království. V roce 1420 ho ovládla Benátská republika. Benátčané se věnovali rozvoji Trogiru poměrně málo; nezakládali školy (vzdělání v latině nebo italštině bylo dostupné pouze šlechtě) a nebudovali silnice do vnitrozemí. Většinu finančních prostředků na rozvoj města spotřebovala výstavba opevnění před případnými vpády Turků, výstavba kostelů nebo dalších základních potřeb. 
Podle Pavla Andreise zde žilo v 18. století zhruba dva tisíce lidí. Na počátku století devatenáctého bylo město krátkou dobu součástí tzv. Ilyrských provincií pod kontrolou francouzské armády. Část místních obyvatel vnímala cizí moc nepřátelsky (mimo jiné také církev, neboť vojáci zabrali pro své potřeby klášter sv. Dominika), ale někteří přivítali společenské změny, které Francouzi přinesli. Vysoušely se okolní močály, čímž se snížil výskyt malárie, bylo zakázáno užívat vodu ze závadných studní a město bylo osvětleno lampami.

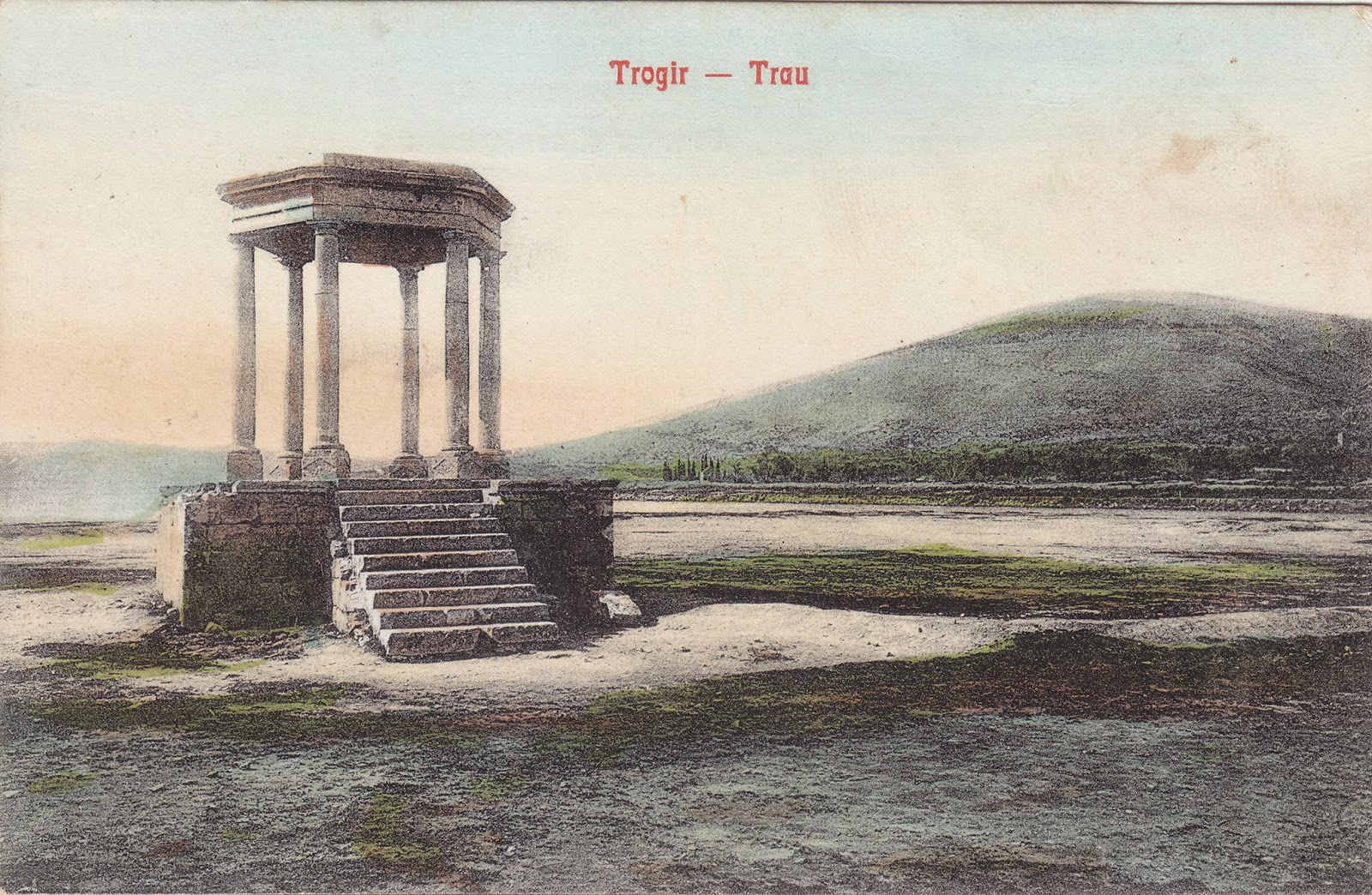
Gloriet na nábřeží v roce 1930

V roce 1814 se město vrátilo pod uherskou správu a začlenilo se do Rakouského císařství. Obyvatelstvo bylo do jisté míry italsky mluvící. Italština zde byla jako úřední jazyk používána do roku 1909. Na mapách třetího vojenského mapování se město Trogir již rozrůstalo na severní okraj ostrova Čiovo. Vedla tudy pouze hlavní silnice do Splitu a podél celého dalmatského pobřeží. Severně od historické části města se ještě rozprostíraly sady. V prostoru současného parku Fortin ještě stálo moře. Trogir byl však s pevninou i ostrovem Čiovo spojen mosty.
V roce 1918 se stal součástí Království Srbů, Chorvatů a Slovinců a později Jugoslávie. Administrativně spadal nejprve pod Splitskou oblast a později pod Přímořskou bánovinu.
Během druhé světové války byl anektován Itálií a začleněn pod Dalmatský guvernorát, v rámci něj ještě pod Splitskou provincii. S rozvojem turismu ve druhé polovině 20. století se stal Trogir lázeňským městem.
V roce 1997 bylo historické centrum Trogiru zařazeno do seznamu světových kulturních památek UNESCO.

## Geografie
Město se rozprostírá zčásti na pevnině a zčásti na ostrově Čiovo. Samotné historické centrum města se nachází na malém ostrově o rozměrech asi 500 × 250 metrů (v nejužší části Trogirského průlivu, mezi pevninou a ostrovem Čiovo), který je jedním ze dvou vstupů do Kaštelského zálivu. Od správního střediska Splitu je vzdáleno asi 15 km východně vzdušnou čarou přes záliv.

## Světové dědictví a památky
Historický střed města Trogir byl roku 1997 zařazen na seznam Světového dědictví UNESCO díky mimořádné architektonické kontinuitě výstavby města.
Centrum města Trogir představuje nejlépe zachovalý románsko-gotický komplex nejen v Dalmácii, ale v celé východní Evropě. Ve středověkém, hradbami částečně obehnaném historickém jádru města stojí zachovalý zámek, věž, asi deset kostelů a řada paláců a obytných domů z románského, gotického, renesančního a barokního období.
Mezi hlavní památky patří:
- katedrála svatého Vavřince (katedrala Sv. Lovre) postavená v průběhu 13. až 17. století; západní hlavní portál je mistrovským dílem sochaře Radovana ze 13. století a současně nejvýznamnějším počinem románsko-gotické architektury v Chorvatsku;
- městská brána a městské hradby;
- pevnost Kamerlengo (gradina Kamerlengo) z 15. století společně s pevností sv. Marka na západním cípu starého města;
- knížecí palác ze 13. století;
- velký a malý palác Ćipiko z 15. století;
- městská loggia a hodinová věž z 15. století.

## Doprava
Trogir je přístavním městem se středně velkým přístavem. Asi 8 km východně od města ve vesnici Divulje se nachází mezinárodní letiště Split a severně od města prochází silnice D8 (Jadranská magistrála); zde má podobu tranzitní komunikace, která obchází střed města po obchvatu u úpatí okolních kopců na severním okraji Trogiru.
Město je svou polohou přirozeným přístupovým bodem na ostrov Čiovo, který je vyhledáván turisty. Do roku 2018 bylo město silně dotčeno dopravními zácpami, neboť jediná přístupová komunikace vedla přes zvedací most v centru města. Od července 2018 je v provozu nový most, nazvaný Most hrvatskih branitelja (Most chorvatských obránců), hovorově „most Čiovo“, který stojí východně od centra města a výrazně městu dopravně odlehčil. Výstavba mostu byla z 85 % financována z evropských fondů.
Z Prahy do Trogiru jezdí autobus.

## Osobnosti spjaté s městem
- Matej Andreis – knihovník a básník období humanismu
- Ivo Babić – historik umění
- Petr Berislavić – chorvatský bán a biskup
- Mistr Blažej (Blaž Jurjev Trogiranin) – malíř
- Nikola Buble – etnomuzikolog
- Joško Ćaleta – etnomuzikolog
- Vinko Coce – zpěvák
- Ivan Delalle – chorvatský kněz, knihovník, historik umění, autor prvního průvodce Trogirem z roku 1936[6]
- Cata Dujšin-Ribarová – malířka
- Ivan Duknović (Giovanni Dalmata) – sochař
- Nevenka Filipovićová – chorvatská herečka
- sv. Augustin Gažotič – chorvatský humanista a světec ze 14. století, dominikán, biskup záhřebský
- Tomislava Miše Kačićová – designérka, zpěvačka
- Vinko Kandija – chorvatský trenér házené
- Ivan Lucius Lučić – chorvatský historik, zakladatel chorvatské historiografie
- Jakov Pavić – malíř
- Marko Perojević – historik
- Faretta Radic – topmodelka
- Mistr Radovan – architekt a sochař ve 13. století
- Mila Schön (Maria Carmen Nutrizio) – módní návrhářka
- Kolja Šantić – stavební inženýr

## Partnerská města
Trogir má partnerské nebo přátelské vztahy s následujícími městy:
| - Ukrajina (Autonomní Republika Krym) Bachčisaraj - Maďarsko Hajdúböszörmény - Maďarsko Harkány - Černá Hora Kotor - Slovinsko Kranjska Gora - Polsko Kraśnik - Itálie Montesilvano - Itálie Porto Sant’Elpidio - Česko Praha 5 - Bulharsko Ruse - Francie Sarlat-la-Canéda | - Chorvatsko Šibenik - Chorvatsko Sinj - Polsko Słupca - Itálie Tione di Trento - Černá Hora Tivat - Maďarsko Újbuda (11. budapešťský obvod) - Ukrajina Užhorod - Německo Vaterstetten, od roku 2009 - Chorvatsko Vukovar - Turecko Yalova |

## Galerie

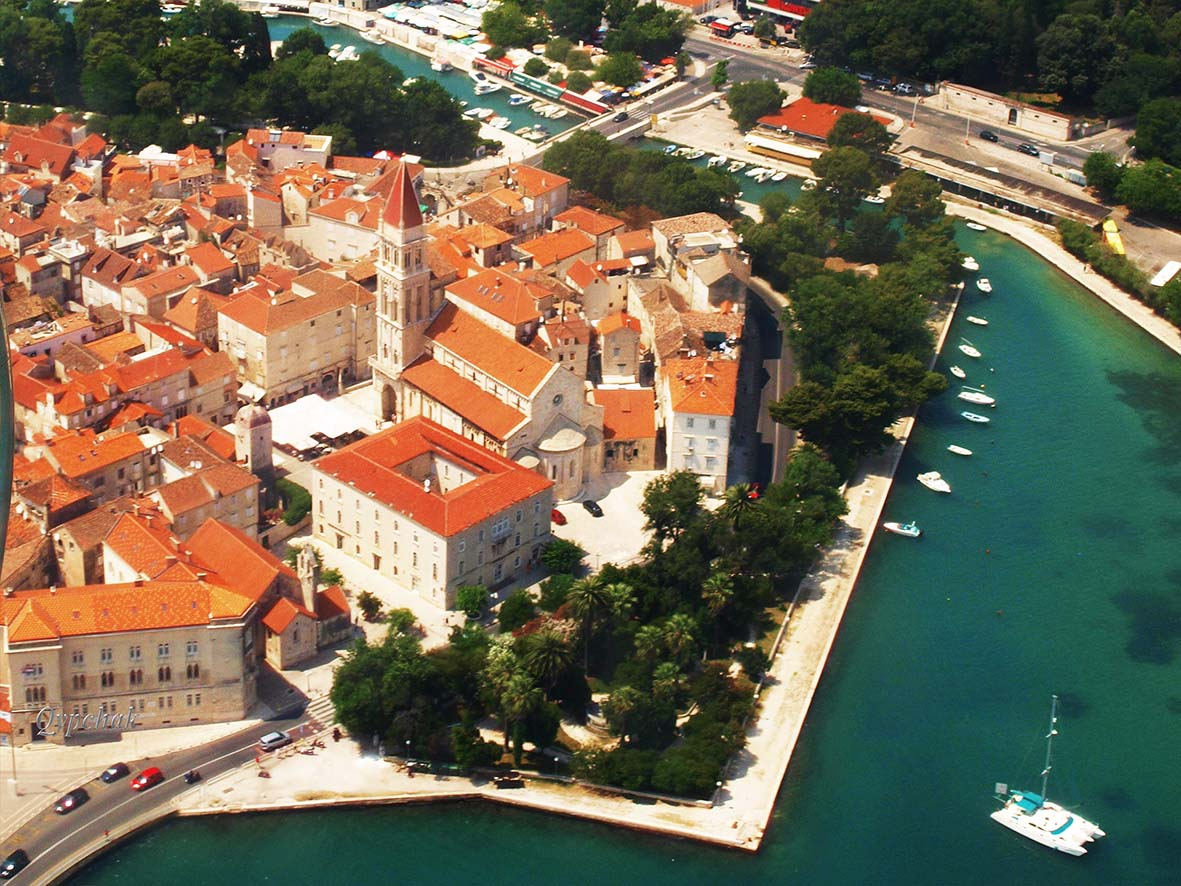
Letecký pohled na město s katerdálou sv. Vavřince
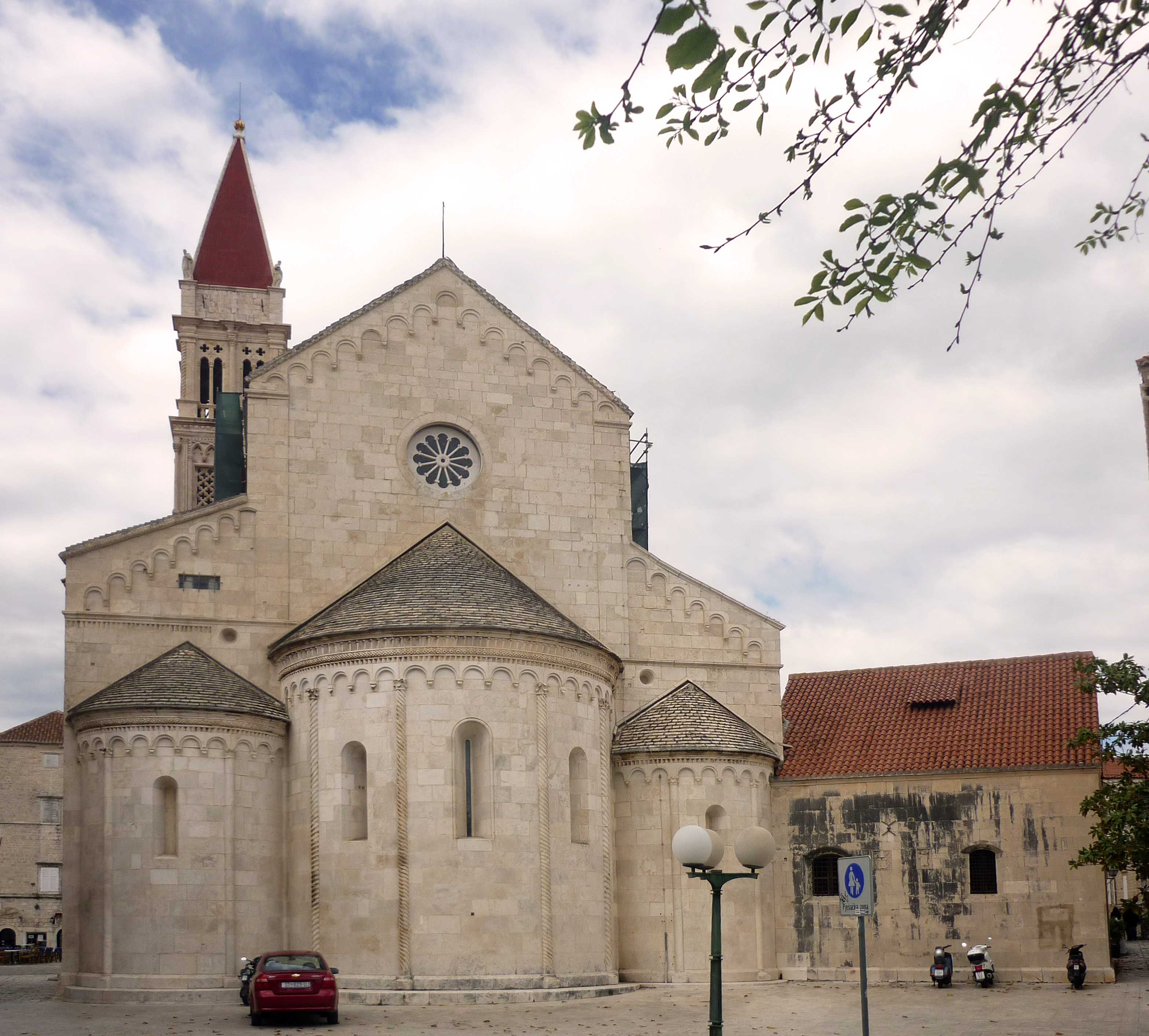
Katedrála svatého Vavřince
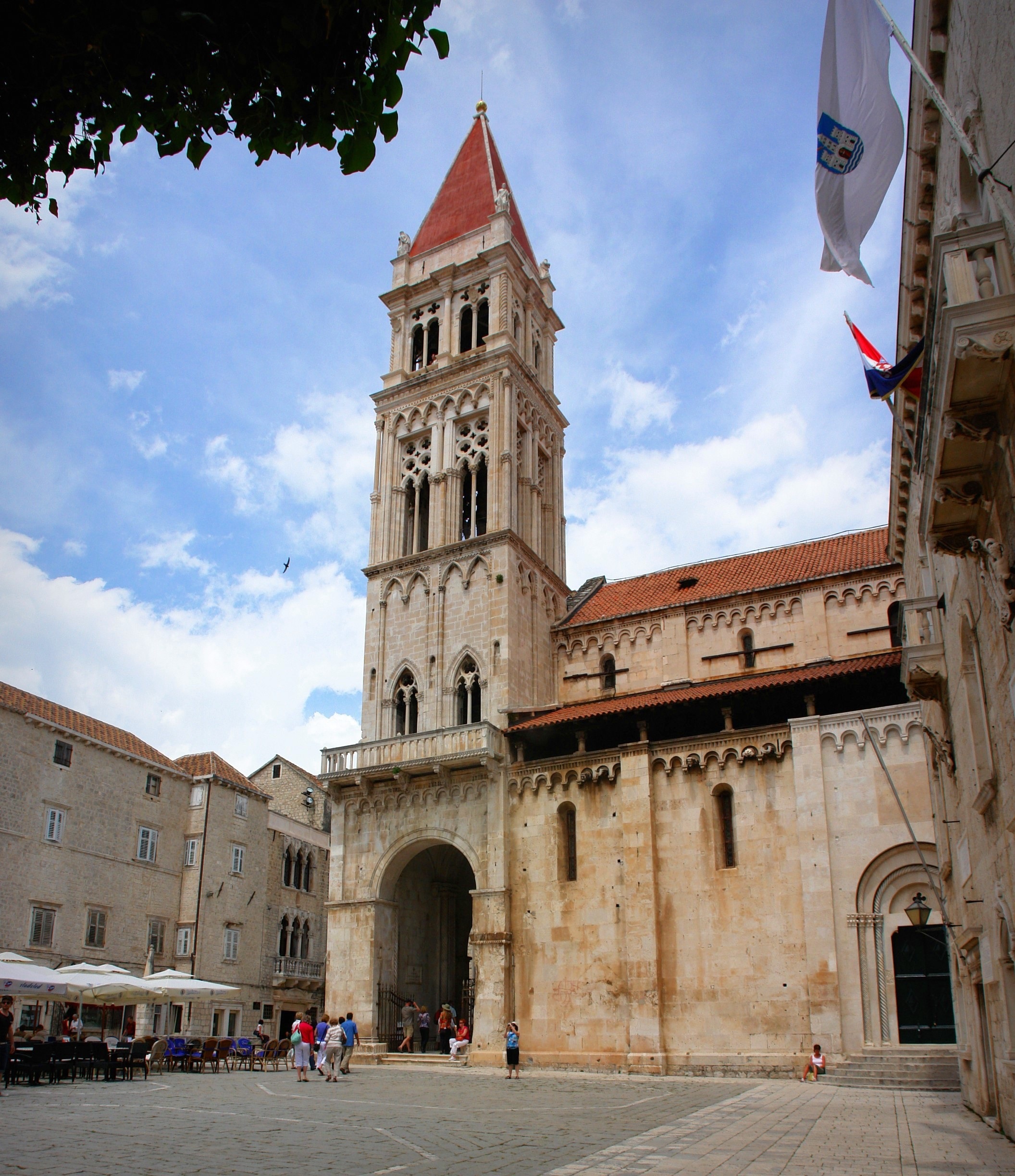
Katedrála
- Videoukázka Trogiru
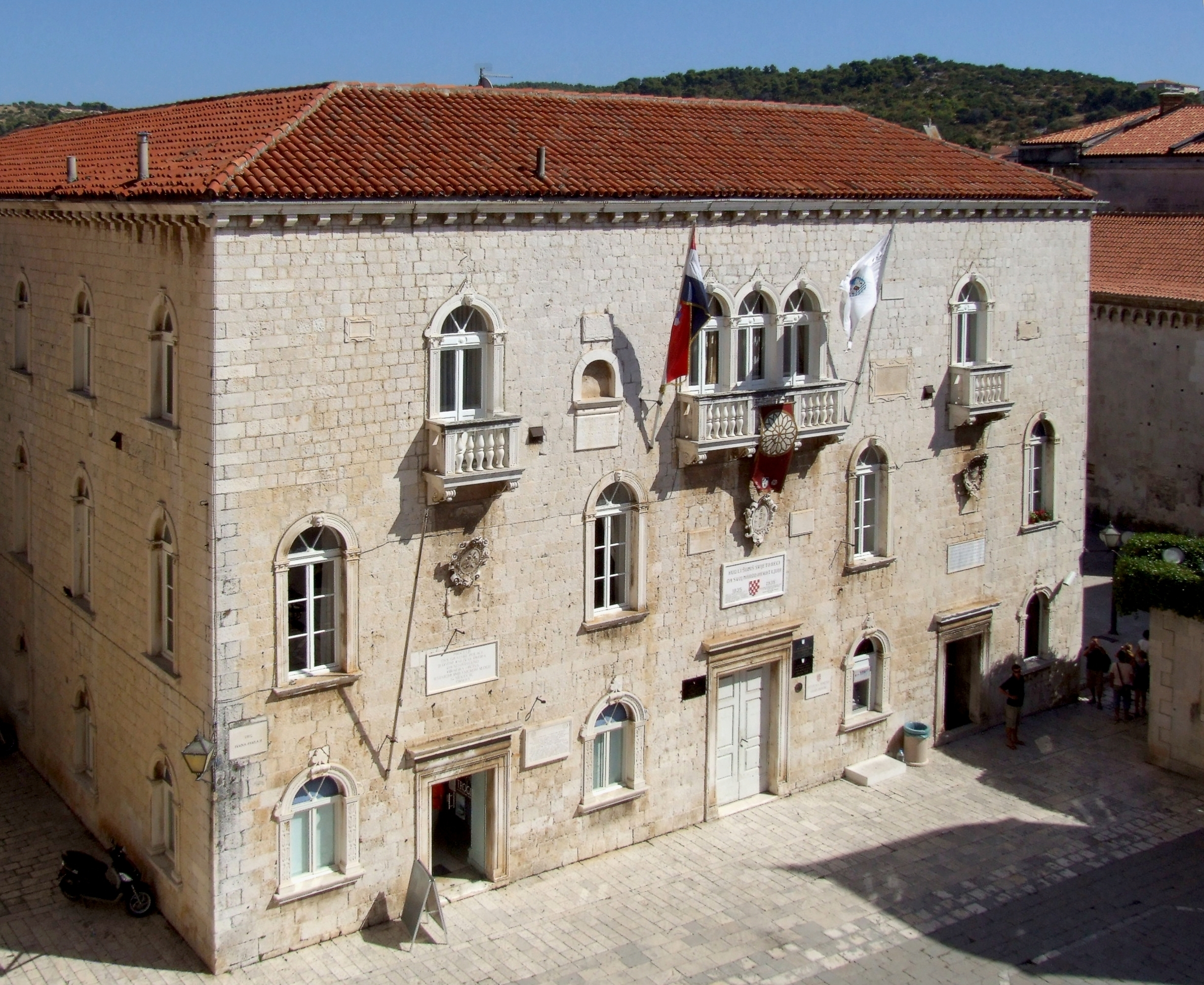
Trogirská radnice
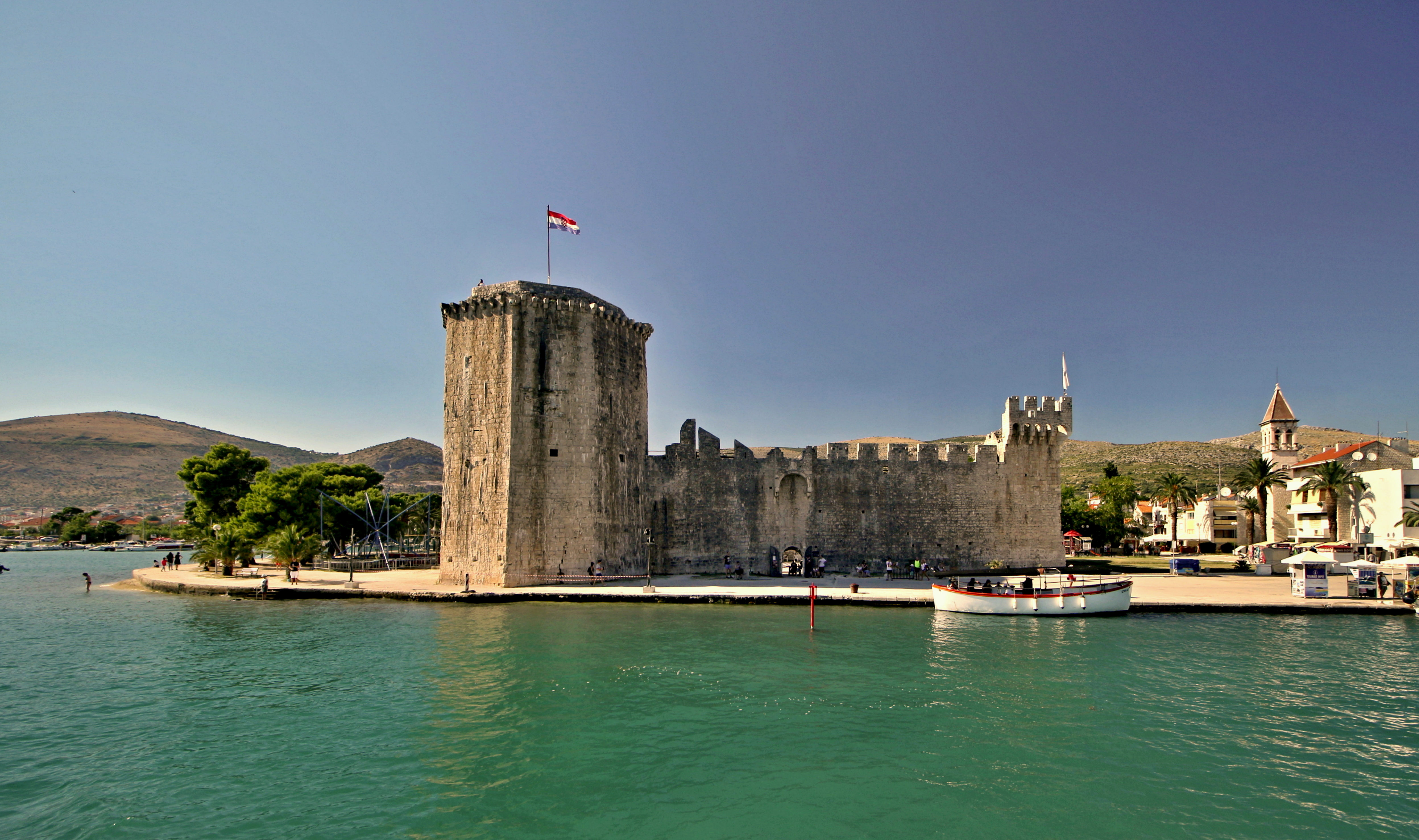
Pevnost Kamerlengo
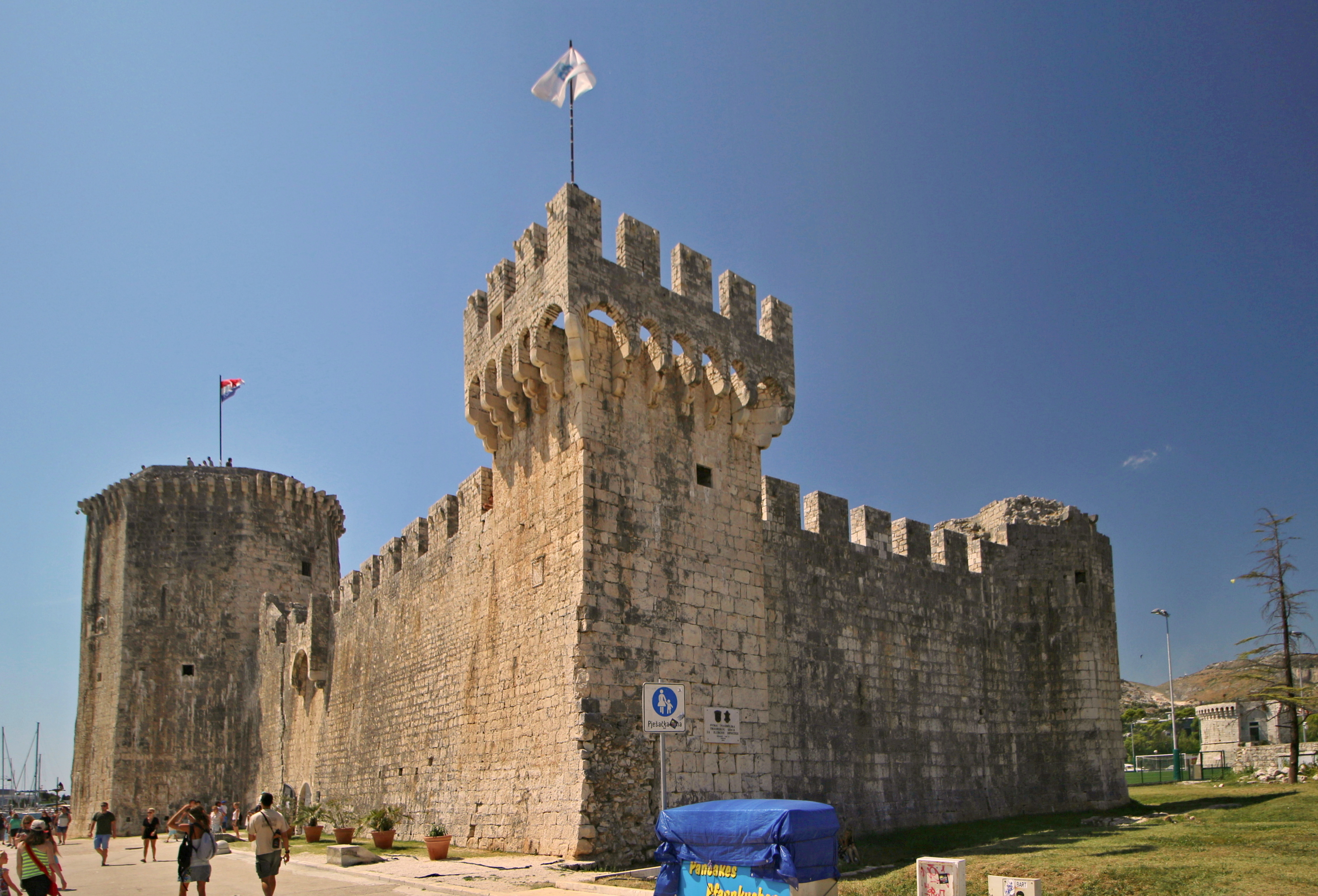
Pevnost Kamerlengo
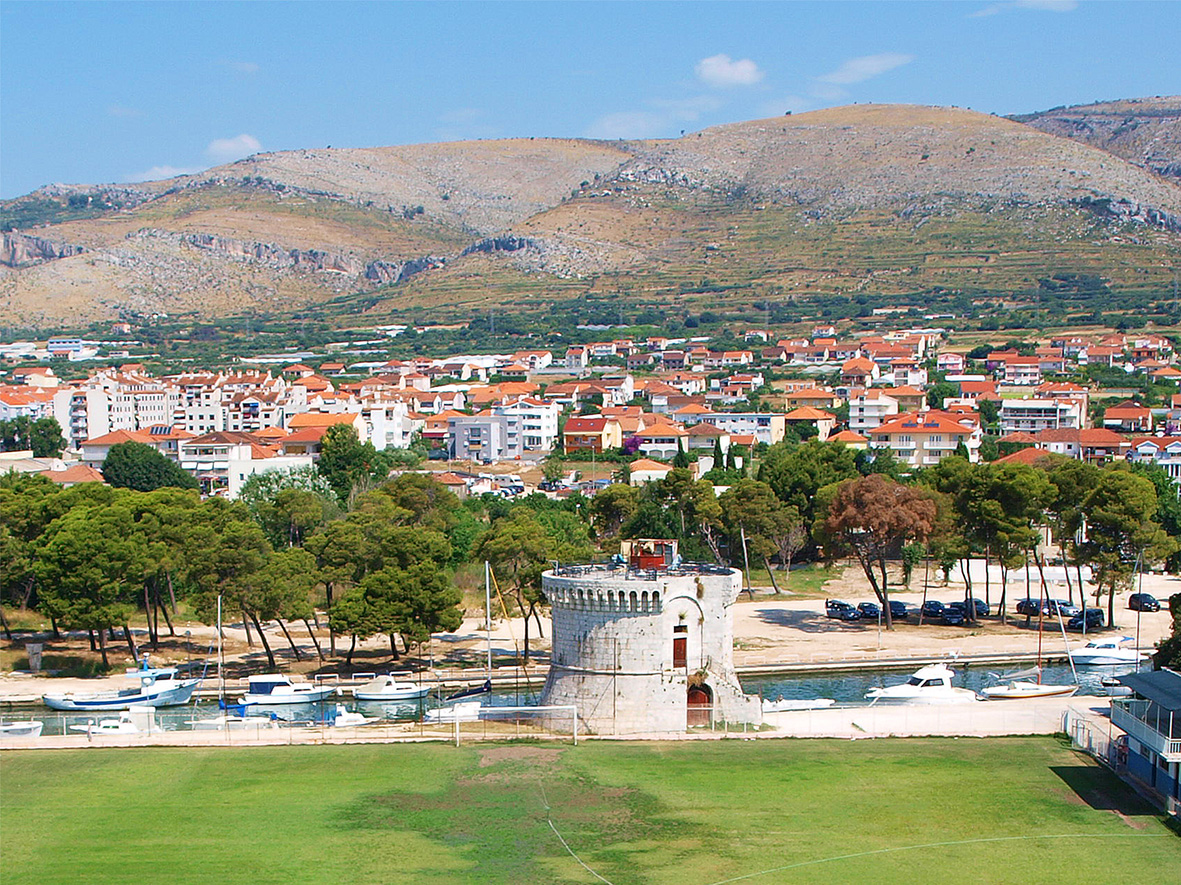
Věž sv. Marka
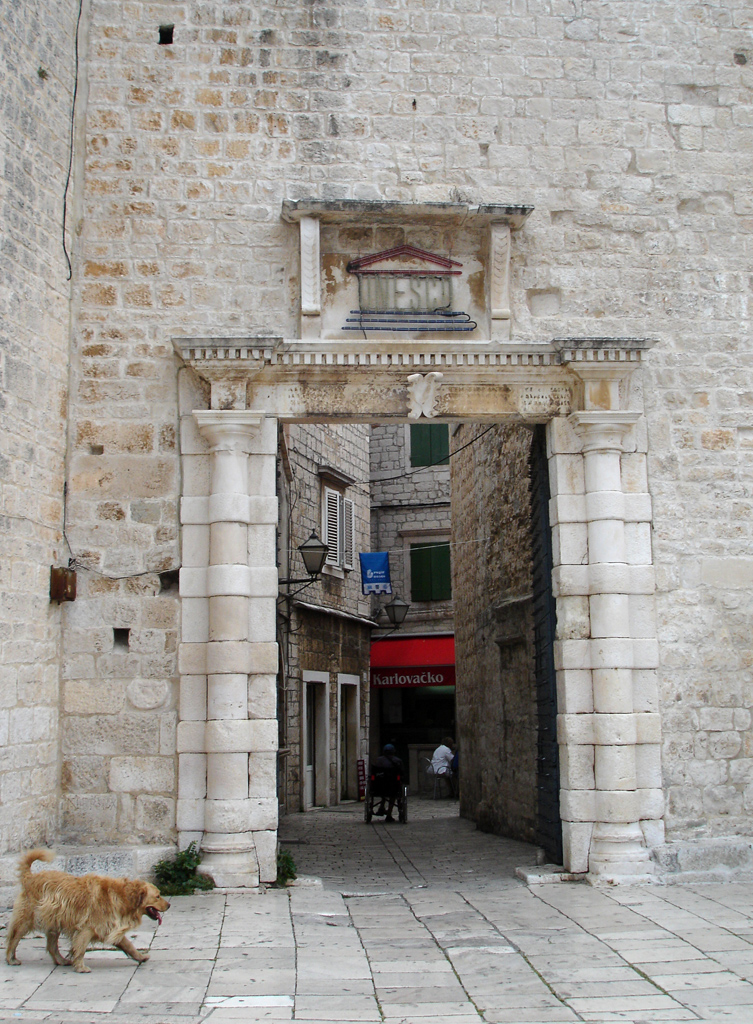
Mořská brána – Porta marina